# Antonín Šesták
Antonín Šesták (23. prosince 1918, Suché Vrbné – 17. ledna 2006, Stará Boleslav) byl český římskokatolický kněz, mariánský ctitel a vynálezce, který v letech 1981 až 1994 působil jako arciděkan v Klatovech a později jako probošt Kolegiátní kapituly sv. Kosmy a Damiána ve Staré Boleslavi.

## Mládí a studia
Narodil se jako nejmladší ze šesti dětí živnostníka Matěje Šestáka a jeho manželky Alžběty, která se kromě výchovy dětí věnovala také práci kostelnice a řadě dalších aktivit ve své farnosti a za první republiky založila a vedla továrnu a velkoobchod s papírenským zbožím. Mladší z jeho sester zemřela jako dítě ještě před jeho narozením, dospělosti se dožili jeho tři bratři a jedna sestra. Ještě v den svého narození byl pokřtěn v kostele Panny Marie Bolestné v Dobré Vodě u Českých Budějovic.
Číst a psát se naučil už v předškolním věku, takže ještě před nástupem do školy začal ministrovat. Po pěti letech studia v českobudějovické reálce Milosrdných sester svatého Karla Boromejského přestoupil na Jirsíkovo reálné gymnázium. K jeho všestranným zájmům vedle hraní ochotnického divadla, vydávání školního časopisu a cyklistiky patřila také astronomie, o níž pořádal přednášky; podílel se i na shromažďování příspěvků na stavbu hvězdárny v Českých Budějovicích, k jejímuž otevření došlo v roce 1937, a stavbě suchovrbenského kostela svatého Cyrila a Metoděje. Během svých gymnaziálních studií se stal předsedou místního Spolku katolické mládeže.
V roce 1939 složil maturitní zkoušku a vstoupil do českobudějovického kněžského semináře. Během studií se zcela oddal teologii, podnikal pěší poutě do Římova a prázdniny trávil na exerciciích v klášterech nebo na poutních místech. Kvůli vážné nemoci se dostal i do ohrožení života, ale následná rekonvalescence jej jako jediného českobudějovického bohoslovce uchránila před totálním nasazením v Říši. Na kněze byl vysvěcen 31. ledna 1943 v seminárním kostele svaté Anny v Českých Budějovicích, svou primici sloužil následující den v kostele sv. Cyrila a Metoděje ve svém rodišti.

## Kněžská dráha
Jako kaplan působil nejprve v Písku, poté v Sušici, kde rovněž vyučoval náboženství na reálném gymnáziu, a následně ve Volenicích. Pak se stal administrátorem farnosti Kestřany, ale zakrátko byl přeložen opět na kaplanské místo do Písku. Tam patřilo mezi jeho povinnosti také vyučování náboženství na třech školách (reálce, reálném gymnáziu a dívčí měšťance), a to až do podzimu 1945, kdy byl ustanoven administrátorem v Čimelicích.
Na svém novém působišti opravil kostel Nejsvětější Trojice a zasloužil se o zrestaurování unikátních fresek v jeho interiéru. K velkému kostelnímu zvonu z roku 1492, který přečkal druhou světovou válku, nechal jako náhradu za dva zvony zrekvírované Němci zhotovit dva nové zvony, benedikované biskupem Hlouchem 14. března 1948. S nástupem nového čimelického faráře byl Šesták od 1. září 1948 přeložen do Neustupova na okraji českobudějovické diecéze, při hranici s pražskou arcidiecézí. Tam začal ve spolupráci s významnými pražskými chrámovými sbory sloužit figurální mše a pořádat velkolepé koncerty duchovní hudby, čímž dění ve farnosti značně oživil, ale věnoval se také studiu a psaní, jakož i praktickým činnostem jako chovu ovcí a králíků.

## Dílo
- Rozumný člověk a náboženství, Arciděkanský úřad Klatovy, Klatovy 1992
- Nejsvětější tajemství, 1996